# ISO56000
ISO 56000 とは、組織がイノベーション・マネジメントシステムを実施、維持、改善するための枠組みを提供するために設計された国際規格群である。イノベーションマネジメントシステム(IMS)が構築されることで、イノベーション、つまり新しい価値を生み出す新事業の再現性を高めることができる。そのためには、適切なプロセス、支援体系、人材育成、管理者の育成などさまざまな活動が求められることがISO56000群に記載されている。
| 規格番号          | 内容                                                                                     | リンク |
| ----------------- | ---------------------------------------------------------------------------------------- | ------ |
| ISO 56000:2020    | イノベーション・マネジメント－基本及び用語                                               | [ 3 ]  |
| ISO 56002:2019    | イノベーション・マネジメント－イノベーション・マネジメントシステム－手引                 | [ 4 ]  |
| ISO 56002:2019    | イノベーション・マネジメントシステム－実践ガイド                                         | [ 5 ]  |
| ISO 56003:2019    | イノベーション・マネジメント－イノベーションパートナーシップのためのツール及び方法－手引 | [ 6 ]  |
| ISO 56005:2020    | イノベーション・マネジメント－知的財産管理のためのツール及び方法－手引                   | [ 7 ]  |
| ISO 56006:2021    | イノベーション・マネジメント－戦略的インテリジェンス管理のためのツールと方法－ガイダンス | [ 8 ]  |
| ISO/TR 56004:2019 | イノベーション・マネジメントアセスメント－ガイダンス                                     | [ 9 ]  |